# Caerleon
Caerleon (velšsky Caerllion) je obec v ceremoniálním hrabství Gwent ve Walesu ve Spojeném království. Od roku 1996 spadá pod administrativní oblast města Newport a leží přibližně pět kilometrů od jeho centra.

## Obyvatelstvo
V roce 2001 zde žilo 8 708 obyvatel.

## Památky
V obci se nachází amfiteátr z doby kolem roku 80.